# Oswald Huber (Eishockeyspieler)
Oswald Huber (* 24. Mai 1926 in Füssen; † 4. Januar 1995) war ein deutscher Eishockeyspieler, der sowohl als Verteidiger wie auch als Stürmer eingesetzt wurde. 

## Spielerkarriere
Oswald Huber spielte von 1948 bis 1955 in der Eishockeymannschaft des EV Füssen auf der Position als Verteidiger oder als Stürmer und war Teil der Meistermannschaft von 1949 sowie 1953 bis 1955.
In der Nationalmannschaft kam er zu 15 Einsätzen.